# Kashiko-jima
Kashiko-jima (jap. 賢島) ist eine japanische Insel in der Ago-Bucht der Gemeinde Shima.

## Geografie
Kashiko-jima liegt im Osten der Ago-Bucht, einer schmalen tief einschneidenden und zerfurchten Bucht (Ria) der Shima-Halbinsel. Sie ist mit 0,66 km² die größte der etwa 60 Inseln und Eilande der Bucht.
Kashiko-jima gehörte in zur 2004 nach Shima eingemeindeten Stadt (chō) Ago und gehört heute zum Ortsteil Agochō-Shinmei. Sie ist mit der Halbinsel durch zwei Brücken verbunden: im Norden mit der 153 m langen Kashikojima-ōhashi (賢島大橋) und im Osten über die 20 m überquerende Kashikojima-bashi (賢島橋) mit der Nationalstraße 167 und der Kintetsu Shima-Eisenbahnlinie, zu der auch der auf der Insel liegende Bahnhof Kashiko-jima gehört.
Im Jahr 2000 lebten auf der Insel 217 Menschen.
Der Name der Insel bezieht sich vermutlich darauf, dass man die Insel wegen ihrer geringen Entfernung zur Küste bei Ebbe zu Fuß überqueren konnte, weswegen sie als kachikoe-yama (かちこえ山) bezeichnet worden sein soll, dass sich dann zu Kashiko-yama (かしこ山) bzw. Kashiko-jima verschliff – yama meint hierbei „Berg“ und jima „Insel“. Ihre heutige Schreibweise mit dem Schriftzeichen für „klug, weise“ stammt aus der frühen Shōwa-Zeit (1926–1989).

## Geschichte
1946 wurde der Ise-Shima-Nationalpark eingerichtet, zudem auch die Ago-Bucht mit Kashiko-jima gehört. Dies führte auch dazu, dass 1951 die Bahngesellschaft Kintetsu hier das Shima Kankō Hotel (志摩観光ホテル) eröffnete, welches das erste Resort-Hotel nach dem Krieg war. In diesem übernachtete auch mehrfach Kaiser Hirohito und schrieb Gedichte über Kashiko-jima, was dessen Bekanntheit landesweit steigerte. Mit der Erweiterung 1969 auf 200 Zimmer war es damals auch das größte Hotel Japans. 1970 eröffnete Kintetsu das Meeresaquarium Shima Marineland (志摩マリンランド, Shima Marinrando).
Mit seiner guten Verkehrsanbindung und dem Hafen im Süden der Insel ist sie Ausgangspunkt für den Tourismus der Ago-Bucht und der Shima-Halbinsel.
Premierminister Shinzō Abe wählte die Insel als Veranstaltungsort für den G7-Gipfel 2016 aus, der im Shima Kankō Hotel stattfand.